# 마르셀루 토스카누
마르셀루 아파레시두 토스카누(포르투갈어: Marcelo Aparecido Toscano, 1985년 5월 12일 ~ )는 마르셀루 토스카누로 불리는 브라질의 축구 선수로, 포지션은 공격수이다. 현재 오미야 아르디자에서 활약하고 있다. K리그 등록명은 마르셀로였다.

## 축구인 경력

### 클럽 경력
프로 무대 데뷔 후 첫 클럽인 파울리스타에서는 풀백으로 뛰었다. 파라나 클루비에서는 다시 공격수로 활약하며 2009 시즌 세리에 B에서 팀 내 최다 득점을 기록하였다.
2010년 8월 포르투갈의 비토리아 기마랑이스로 이적하였다. 8월 28일 CD 나시오날과의 경기에서 데뷔하여 이 경기에서 해트트릭을 기록하였다. 2012년 12월 비토리아와의 계약을 해지하였다.
2013년 피게이렌시로 이적하며 고국 무대로 복귀하였다.
2016년 K리그 클래식의 제주 유나이티드로 이적하였다.